# Saw (2003)
Saw (engl. für Säge), retrospektiv auch als Saw 0.5 bekannt, ist ein australischer Kurzfilm aus dem Jahre 2003. Der Horror-Thriller ist der Vorläufer der Saw-Filmreihe, welche bisher aus insgesamt zehn Filmen besteht. Regie führte James Wan. Das Drehbuch wurde von Wan und Leigh Whannell gemeinsam geschrieben.
Der Kurzfilm erschien außerdem auf DVD der 2. Ausgabe von Saw: The Uncut.

## Handlung
David, ein Krankenpfleger, wird von einem Polizisten in Zivil verhört. Er berichtet, dass er auf dem Weg nach Hause überwältigt und in einen gefliesten Raum eingesperrt worden sei. Sein Kopf habe in einer Art umgekehrter Bärenfalle gesteckt, die beim Ablaufen einer Zeitfrist seinen Kopf zersprengen werde. 
Eine Puppe, die er über einen Monitor sehen konnte, habe ihm dies erklärt und auch, dass er zum Überleben den Schlüssel zum Öffnen der Falle aus dem Bauch seines toten Zellengefährten schneiden müsse. David habe sich von seinen Handfesseln befreien können und musste feststellen, dass der Zellengefährte atmete und offenbar nur betäubt war. David habe den Körper dennoch geöffnet und konnte sich so von der Falle befreien. Nun sei die Puppe erschienen und habe ihm zum Überleben gratuliert und behauptete, er sei fortan dankbar, am Leben zu sein.
Der Film endet mit der unbeantworteten Frage des Polizisten, ob David wirklich dankbar sei, überlebt zu haben.

## Hintergründe
Der Film wurde hauptsächlich produziert, um damit Interessenten wie Schauspieler und Studios werben zu können, die aus diesem Konzept einen abendfüllenden Horrorfilm drehen wollten. Lionsgate sicherte sich letztendlich die Rechte und produzierte bis auf ein paar Gleichheiten einen komplett unabhängigen Film, jedoch mit demselben Titel und Leigh Whannell als Drehbuchautor der ersten drei Saw-Filme.
Auch die Musik wurde von Charlie Clouser beigesteuert.
Saw IV und Saw V kamen unter die Top 10 der erfolgreichsten Filme von Lionsgate, Saw II, Saw III und Saw 3D - Vollendung sogar unter die besten fünf.

## Vergleich mitSaw(2004)
- Leigh Whannell spielt David im Kurzfilm. In Saw übernimmt er die Rolle von Adam Stanheight.
- Die Szene mit der umgekehrten Bärenfalle findet sich mit Amanda Young in Saw wieder.
- Leigh Whannell schrieb für beide Filme die Drehbücher und James Wan führte Regie.
- In beiden Filmen spielt die Haupthandlung in einem Badezimmer, wobei das Badezimmer aus dem Kurzfilm deutlich größer ist.
- Nahezu der komplette Kurzfilm wurde in einer Szene für den ersten Saw-Film kopiert.
- Die zentrale Figur der Filmreihe, John Kramer alias Jigsaw, kommt im Kurzfilm nicht vor, sehr wohl aber dessen unheimliche Puppe Billy.